# Uwe Skrzypek
Uwe Skrzypek (* 15. Dezember 1970 in Bad Oeynhausen) ist ein deutscher Politiker (parteilos, seit 2023 Mitglied der Freien Wählervereinigung). Er ist seit September 2022 Oberbürgermeister von Vaihingen an der Enz.

## Leben
Skrzypek wuchs in seiner Geburtsstadt Bad Oeynhausen auf. Seine Eltern führten einen Polsterer-Betrieb. Von 1987 bis 1991 absolvierte er eine Ausbildung zum Modellbauer. Von 1992 bis 1997 studierte er Fahrzeugtechnik an der Hochschule für Angewandte Wissenschaften Hamburg. Er schloss das Studium als Diplom-Ingenieur ab. Von 1999 bis 2022 war er für die Mercedes-Benz Group tätig, zuletzt als Leiter der Abteilung „Design Operations“.
Skrzypek ist verheiratet und hat drei Kinder. Der Fußballspieler Nick Woltemade ist sein Neffe.

## Politik
Skrzypek war von 2004 bis 2011 Mitglied des Gemeinderates von Mönsheim. Seit März 2023 ist er Mitglied der Ortsvereinigung der Freien Wähler in Vaihingen an der Enz.
Bei der Oberbürgermeisterwahl in Vaihingen an der Enz erlangte er als parteiloser Kandidat im ersten Wahlgang am 3. Juli 2022 38,9 Prozent der Stimmen und landete damit auf Platz zwei hinter Sven Haumacher (CDU, 41,9 Prozent). Haumacher zog seine Kandidatur nach dem ersten Wahlgang zurück. Am 24. Juli 2022 wurde Skrzypek schließlich im zweiten Wahlgang mit 52,4 Prozent der Stimmen zum Oberbürgermeister von Vaihingen an der Enz gewählt. Er folgte Gerd Maisch nach und trat das Amt am 1. September 2022 an.

## Ehrenamt
Skrzypek war über zwei Amtszeiten hinweg als ehrenamtlicher Richter an der 4. Kammer des Verwaltungsgerichts Karlsruhe tätig. Zudem war er Vizepräsident des Württembergischer Radsportverbands.